# Дайер, Эдвард
Сэр Эдвард Дайер (англ. Edward Dyer; октябрь 1543, Сомерсет — май 1607) — английский поэт. Придворный королевы Елизаветы I.

## Биография
Образование получил в Баллиол-колледже и Пембрук-колледже Оксфордского университета. Некоторое время жил за границей, позже явился ко двору королевы Елизаветы I. Его первым покровителем был Роберт Дадли, граф Лестерский, который, планировал выставить его в качестве соперника лорду-канцлеру сэру Кристоферу Хаттону, фавориту королевы.
Эдвард Дайер упоминается Габриэлем Харви вместе с сэром Филипом Сидни, как украшение королевского двора.
Э. Дайер был другом Филипа Сидни. В столице вокруг Филипа Сидни сплотился кружок поэтов, названный Ареопагом, включавший Габриэла Харви, Эдмунда Спенсера, Фулька Гревила и Эдварда Дайара. Сидни и его однодумцы сделались в глазах современников английским воплощением совершенного придворного, сочетая аристократизм, образованность, доблесть и поэтический дар.
Филип Сидни завещал разделить поровну своих книг между Фульком Гревилем и Дайером. В 1570 году Дайер был назначен управляющим Вудстока.
Литературный критик Джордж Путенхэм в своём «Искусстве английской поэзии» называет Э. Дайера в числе лучших придворных поэтов периода царствования королевы Елизаветы I. Имел прекрасную репутацию поэта среди своих современников. Пользовался покровительством графа Лейстера, фаворита королевы, выполнял его поручения на континенте и, хотя особенных успехов не достиг, был в 1596 году награждён Орденом Подвязки.
Сохранилось мало его стихов.
Звёздный час Дайера настал в 1943 году, когда Олден Брукс в своей Will Shakspere and the Dyer’s hand предложил его в кандидаты на авторство некоторых произведений, приписываемых Уильяму Шекспиру.